# 王纪言
王纪言（1949年2月—），中國辽宁海城市人，生于内蒙古乌兰浩特，中国大陆媒体人，也是中国第一位电视学教授:24。毕业于北京广播学院（现中国传媒大学）新闻系电视新闻摄影专业，历任该院电视系主任及副院长，后参与创办凤凰卫视，起初任执行副總裁和鳳凰衛視中文台台長，曾任凤凰卫视執行董事。现任凤凰研究院理事会副理事长及院长、凤凰公益基金执行理事长以及内蒙古自治区政协第十一届常务委员。

## 生平

### 家庭及早年经历
王纪言祖籍辽宁海城，1949年2月生于内蒙古乌兰浩特的革命家庭:24，父亲是抗日功臣王铎，曾在中共内蒙古区委工作，母亲周吉也是革命家庭出身，生于奉天（今沈阳），曾担任内蒙古自治区人民政府人事局局长。文化大革命时期，父母均遭到政治迫害:24。王纪言6岁前成长于海拉尔，中学就读于呼和浩特市第二中学，毕业后曾到农村插队四年，后在《呼和浩特日报》当了记者两年。《呼和浩特日报》的老记者曾夸他是个“老后生”:24。

### 广院时期
1974年，北京广播学院（现中国传媒大学）招考人员前往内蒙古，开始招工农兵大学生。王纪言最想考的专业是新闻系，但招考人员只给了他播音的名额，于是他跑到内蒙古人民广播电台试播了一份新闻稿，因为他的舌尖前音z、c、s和舌尖后音zh、ch、sh分不清，播音系没有录取他。而招考人员说他是个好后生，所以给了他一个电视新闻摄影专业的名额。王纪言后来还说过：“假如播音系的老师不负责任的录取了我，那么北京广播学院的毕业生里，就会多了一个不合格的播音员，少了一个合格的电视人:24”。
王纪言于同年考入北京广播学院学习后，一直留校任教，先后任该院电视系主任、副院长，拥有研究生导师学位。曾任1999年中国中央电视台春节联欢晚会导演的张晓海是王纪言的学生:46。

### 凤凰卫视时期
1994年春节后，王纪言找到了余统浩（曾任珠江经济广播电台台长），余称二人要与刘长乐在香港或者澳门办电视台，后点头同意，之后于1995年开始参与创办凤凰卫视:24。1996年3月31日凤凰卫视成立之时，王纪言任执行副總裁及中文台台長:52。2013年1月30日，当选为内蒙古自治区政协第十一届常务委员。
2014年2月17日，凤凰卫视董事会人事变动，王纪言任凤凰研究院理事会副理事长及院长，同时兼任凤凰公益基金执行理事长，不再担任执行副总裁及中文台台长，他同时也是凤凰卫视執行董事，至2021年6月22日，王紀言辭任凤凰卫视執行董事。
2015年11月14日担任北京卫视《传承者》评委。

## 作品
王纪言的作品有专著《电视摄制的艺术》、《电视报道的艺术》，摄影集《巧智慧心—走近星云大师》，参与制作的纪录片有《丝绸之路》、《一个小小的世界》、《马背上的民族》、《诗画中的民族》；此外，他还组织策划了《金庸华山论剑》、《华山独臂挑夫》等电视节目。